# Kunoyar kommuna
Kunoyar kommuna is een gemeente op het eiland Kunoy, op de Faeröer. De gemeente omvat het volledige eiland Kunoy en de plaatsen Kunoy, Haraldssund en het verlaten dorp Skarð. In de gemeente is er een kleine Ruïne waarvan wordt verteld dat hier vele jaren geleden enkele Nederlanders woonden (zie Haraldssund).
Eiði · Eystur · Fámjin · Fuglafjarður · Fugloy · Hov · Húsar · Húsavíkar · Hvalba · Hvannasund · Klaksvík · Kunoy · Kvívík · Nes · Porkeri · Runavík · Sandur · Sjógv · Skálavík · Skopun · Skúvoy · Sørvág · Sumba · Sunda · Tórshavn · Tvøroyri · Vága · Vágur · Vestmanna · Viðareiði